# Šenov
Šenov (pronunție în cehă [ˈʃɛnof], în poloneză Szonów,  în germană Schönhof) este o comună și un oraș din districtul Ostrava-Oraș, în regiunea Moravia-Silezia, Cehia. Are o populație de aproximativ 6.600 de locuitori.
Principalul obiectiv turistic al lui Šenov este Biserica „Pronia lui Dumnezeu”, construită în stil baroc în 1764.

## Geografie
Šenov se află la sud-est de Ostrava, în imediata sa vecinătate. Formează o uniune urbanistică cu Ostrava-Bartovice⁠(d). Se află în câmpia bazinului Ostravei, în regiunea istorică Cieszyn Silezia. Râul Lučina curge prin oraș.

## Istorie
Šenov a fost probabil fondat în jurul anului 1290. Fondarea satului a făcut parte dintr-o campanie de colonizare mai amplă care a avut loc la sfârșitul secolului al XIII-lea pe teritoriul a ceea ce va fi cunoscut ulterior ca Silezia Superioară.
Prima mențiune scrisă apare sub numele latin Sonow într-un document în latină al Diecezei din Wrocław, document numit Liber fundationis episcopatus Vratislaviensis (Cartea întemeierii episcopiei de Wrocław, 1305).
Politic, satul a aparținut inițial Ducatului de Teschen, format în 1290 ca urmare a fragmentării feudale a Poloniei și a fost condus de o ramură locală a dinastiei Piast. În 1327, ducatul a ajuns să fie o feudă a Regatului Boemiei, care după anul 1526 a devenit o parte a monarhiei habsburgice.
Probabil satul a fost reședința unei parohii catolice dacă numele Schonwald menționat într-un registru de plăți din 1447 printre alte 50 de parohii ale diaconiei din Teschen ar fi fost un nume temporar, dar similar, al satului în acea perioadă.
După anii 1540, Reforma Protestantă a predominat în Ducatul de Teschen, iar o biserică catolică locală a fost preluată de luterani. A fost preluată (ca una dintre cele cca. cincizeci de clădiri din regiune) de către o comisie specială și returnată Bisericii Romano-Catolice la 25 martie 1654.
În jurul anului 1576, Šenov a fost cumpărat de familia nobiliară Skrbenský din Hříště⁠(d). Šenov a rămas în posesia acestei familii timp de aproape 300 de ani. Familia a construit aici un magnific castel renascentist, care se găsea în zona parcului de astăzi. Castelul fost demolat în 1927.
Potrivit recensământului austriac din 1910, în oraș se aflau 3.441 de locuitori, dintre care 2.820 (82,6%) vorbeau limba cehă și 528 (15,5%) vorbeau limba poloneză. Cele mai numeroase grupuri religioase au fost romano-catolicii, cu 2.883 de credincioși (83,8%), urmați de protestanți, cu 539 (15,7%).

## Transporturi
Šenov se află pe linia de cale ferată Ostrava – Český Těšín.

## Obiective turistice
Principalul obiectiv turistic al lui Šenov este Biserica „Pronia lui Dumnezeu”. A fost construită în stil baroc în 1764.

## Persoane notabile
- Wacław Olszak⁠(d) (1868–1939), medic și politician polonez
- Vilém Wünsche⁠(d) (1900–1984), pictor, grafician și ilustrator

## Orașe înfrățite–orașe gemene
Šenov este înfrățit cu:
- Strumień⁠(d), Polonia